# Inondation de 1856 en France

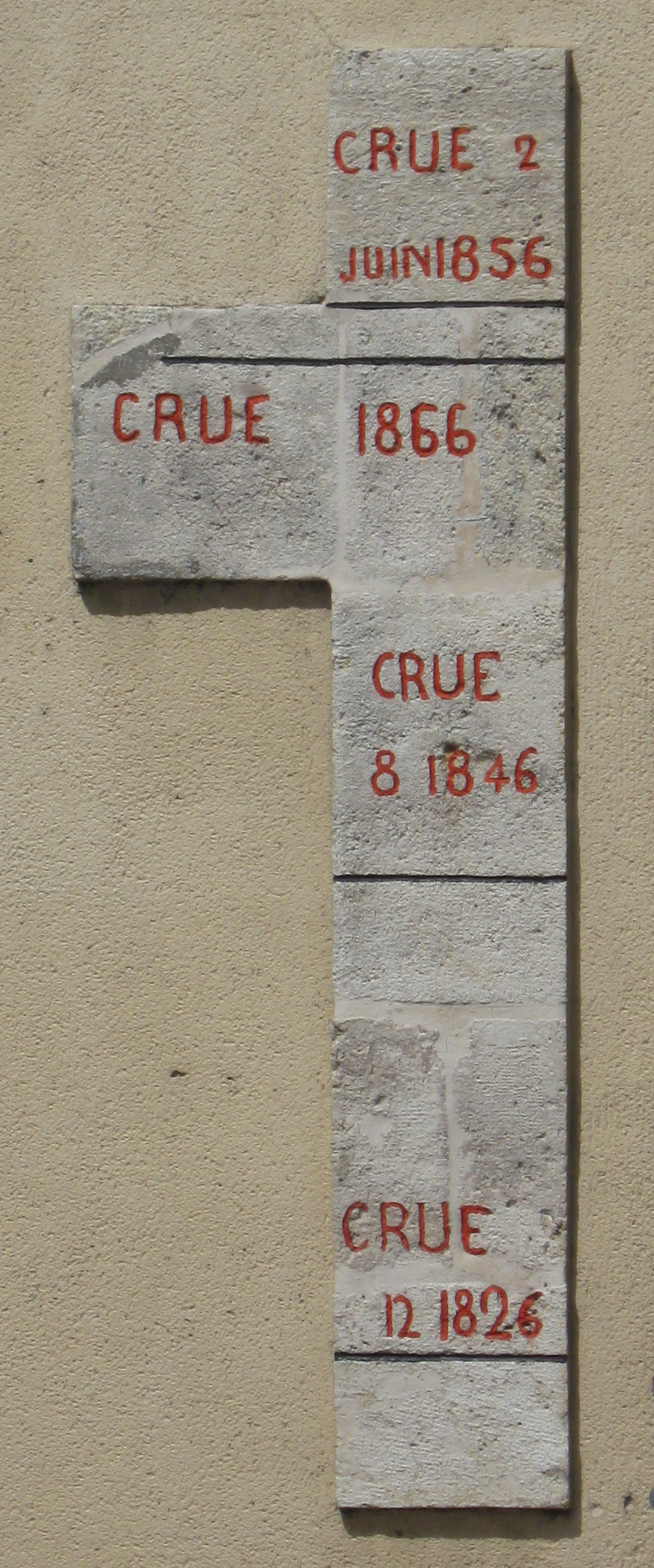
Repères de hauteurs de crues de la Loire à Orléans.

L'inondation de 1856 en France touche un grand nombre de fleuves et demeure une crue de référence. Elle touche ainsi, à la fin mai-début juin, le Rhône ou la Loire, dévastant Lyon, Avignon, Tarascon qui est coupé d'Avignon, etc.

## Crue de la Loire

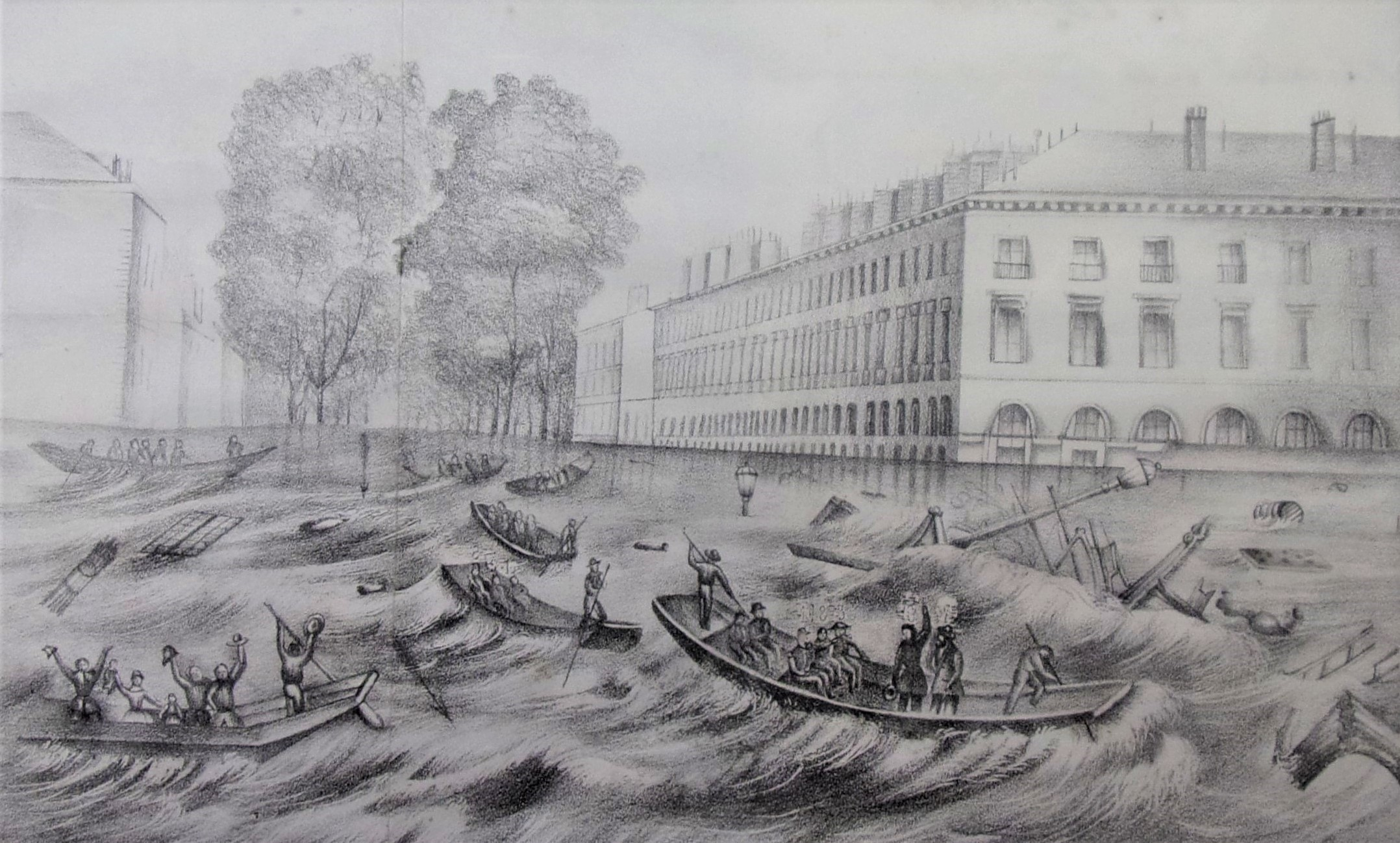
Napoléon III visitant Tours inondée en 1856.

La crue de la Loire de 1856 demeure aujourd'hui encore la plus importante depuis 1790. Elle a recouvert près de 100 000 hectares, détruit près de 23 km de digues et provoqué la mort d'une trentaine de personnes uniquement dans le département de Maine-et-Loire. Cependant, à l'amont du confluent de l’Allier, le niveau de cette crue de 1856 fut nettement moins élevé qu'en 1846 et 1866, et d’un niveau équivalent à celle de 1907.
De nombreuses villes furent partiellement submergées : Blois, Tours, Trélazé, etc. Dans cette dernière commune, la carrière des Ardoisières fut engloutie provoquant l’arrêt de la production durant plusieurs mois.
De nombreuses maisons anciennes comportent des marques de crue de la Loire sur leurs murs. Nombre d'entre elles datent de la campagne de pose de plaques commémoratives dans les zones inondées qui fut entreprise en 1856 pour conserver le souvenir de la catastrophe.

## Crue du Rhône

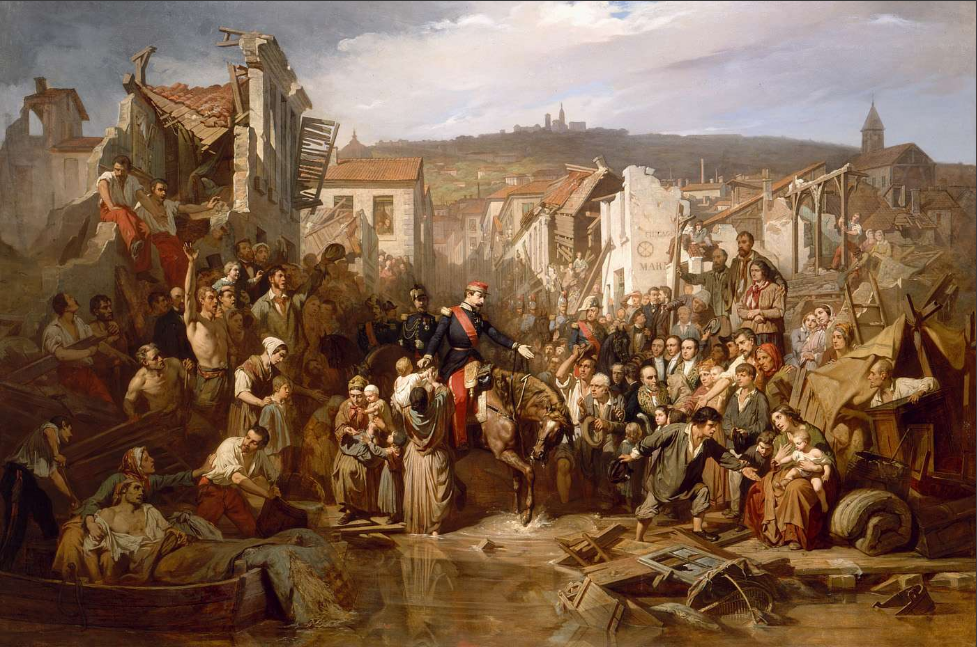
Napoléon III rendant visite aux sinistrés des inondations de Lyon. (Hippolyte Lazerges, 1856).

Le 1er juin 1856, la décrue commence à Arles, mais les dégâts sont immenses :
« 1er juin, 8 h 37, soir. - Le Rhône a baissé de près de 2 m depuis minuit. Cette baisse est arrivée trop tard ; 4 digues étaient rompues en différents points. La Camargue est couverte de 2 ou 3 m d'eau. La plaine, depuis Tarascon jusqu’à la mer, est inondée ; 100 000 hectares environ, dont 60 000 en culture, sont sous l'eau. Toutes les récoltes sont perdues. Dans la ville de Tarascon, l'eau s'est élevée à 3 ou 4 m. Nous sommes obligés d'envoyer de Marseille le pain nécessaire aux habitants. Il est probable qu'en Camargue, la plus grande partie des bestiaux est noyée[réf. incomplète]. »
À Avignon, le 3 juin 1856, l'inondation emporte une partie des remparts entre la porte St-Roch et la porte St-Dominique.
À Lyon, les dégâts sont très importants, en particulier sur la rive gauche, qui est en pleine période de construction. 18 personnes meurent dans la commune de la Guillotière.
Le photographe Édouard Baldus, à la demande de l'Administration des Beaux-arts, réalise un reportage (probablement un des tout  premiers reportages photographiques après ceux de la guerre de Crimée) sur les inondations dévastatrices du Rhône, à Lyon, Avignon et Tarascon. Nous disposons aussi des clichés réalisés par Louis Froissard, photographe du Service municipal de la voirie de Lyon.

## Ailleurs en France
- Le département de la Corrèze est touché.

## Réaction politique

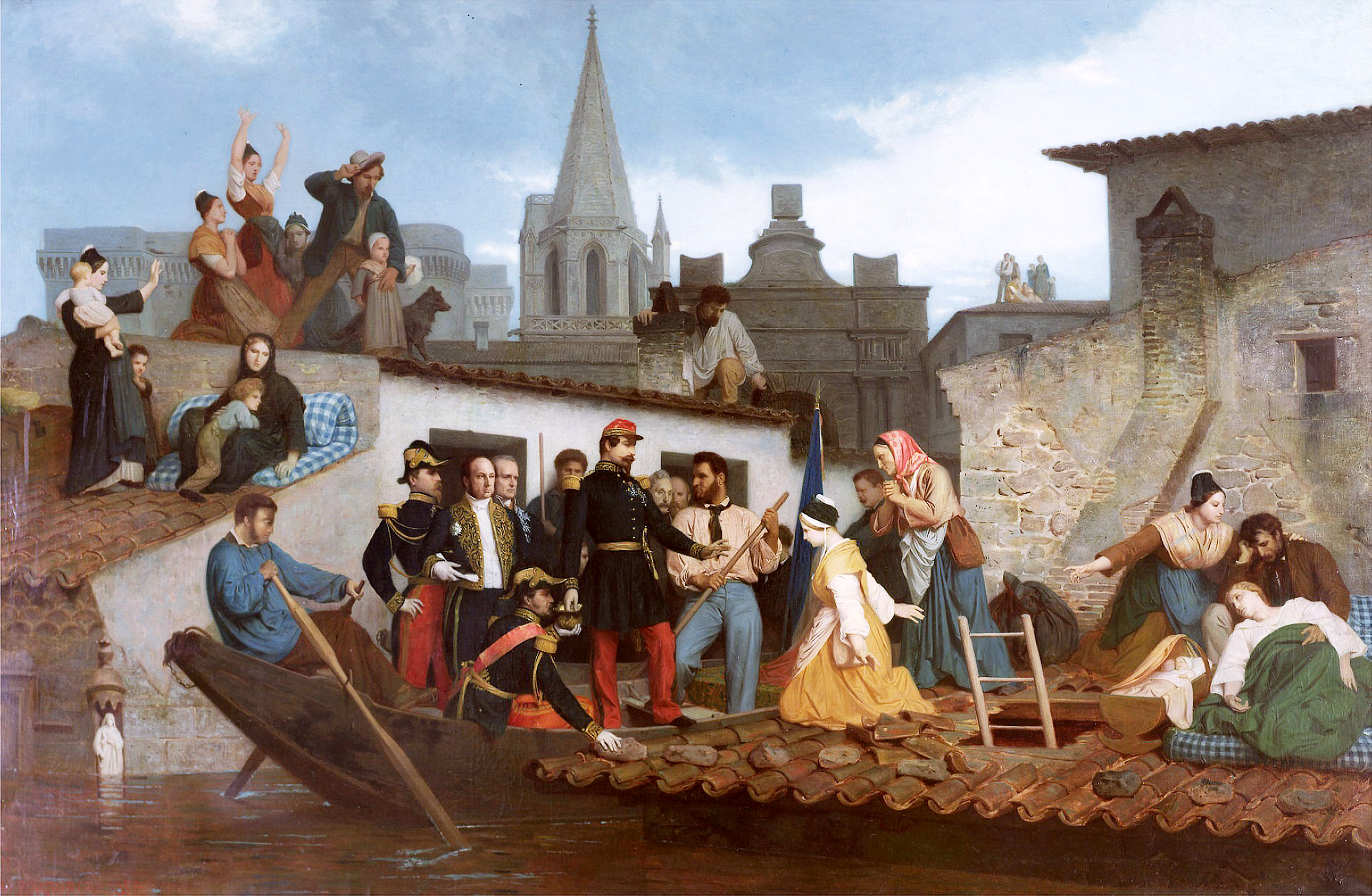
Napoléon III visitant les victimes (de Tarascon) en juin 1856, par William Bouguereau.

Napoléon III va visiter les dégâts dans le Midi de la France dès la première semaine de juin 1856. Il va à Lyon (2 juin 1856), Dijon, Valence, Arles, et navigue dans les rues de Tarascon.
Après une pause à Paris le 5 juin 1856, il se rend à Orléans, Blois, Angers et Tours, également sinistrés par la crue de la Loire. Cette visite n'était pas dénuée d'arrière-pensées politiques : il n'oublie pas de traverser la commune de Trélazé, dans laquelle les émeutes de la Marianne avaient eu lieu un an plus tôt.
Un décret du 2 juin 1856 affecte 300 000 francs à Lyon. L'Isère, la Drôme, etc., reçoivent aussi des fonds, tandis que 27 millions de francs sont versés pour réparer les ponts, les églises, les fontaines, etc. L'impératrice Eugénie lance une souscription, à laquelle participe notamment le faubourg Saint-Antoine.

## Source
- Papot, E. (2006), Les grandes crues de 1856